# Stirellus mexicanus
Stirellus mexicanus är en insektsart som beskrevs av Henry Fairfield Osborn och Ball 1902. Stirellus mexicanus ingår i släktet Stirellus och familjen dvärgstritar. Inga underarter finns listade i Catalogue of Life.